# Цвєтков Ігор Аркадійович
Цвєтков Ігор Аркадійович (1935—2000) — радянський, російський композитор. Заслужений діяч мистецтв РРФСР (1988). Професор.

## Біографічні відомості
Народився 9 травня 1935 р. у Харкові (УРСР). Закінчив Харківську консерваторію (1960).
Автор музики до фільмів, мультфільмів, театральних постановок, популярних естрадних пісень («Золушка» (Попелюшка), рос. «Когда смеялись львы» (Коли сміялися леви) та ін.). 
У 1968—2000 рр. викладав інструментування в Санкт-Петербурзькому інституті культури на кафедрі оркестрового диригування, професор.
Був членом Спілки композиторів Росії.
Помер 3 вересня 2000 р. у Санкт-Петербурзі.

## Фільмографія
- «Тютюновий капітан» (1972)
- «А ви кохали коли-небудь?» (1973)
- «Лев Гурич Сінічкін» (1974)
- «Повітроплавець» (1975)
- «Якщо я полюблю» (1976)
- «Кадкіна всякий знає» (1976)
- «Траса» (1978)
- «Зубожіле королівство» (1978)
- «Зав'ялівські диваки» (1978)
- «Старшина» (1979)
- «Особистої безпеки не гарантую...» (1980)
- «Життя і пригоди чотирьох друзів» (1980—1981)
- «Грибний дощ» (1981)
- «Оголошено розшук...» (1981)
- «Викрадення чародія» (1981)
- «Закоханий за власним бажанням» (1982)
- «Сім годин до загибелі» (1983)
- «Пливи, кораблику...» (1983)
- «Букет мімози й інші квіти» (1984)
- «Вежа» (1987)
- «Мій бойовий розрахунок» (1987)
- «Французький вальс» (1995)
- «Російський паровоз» (1995) та ін.

Автор музики до українських стрічок:
- «Сніг у липні» (1984, т/ф, 2 а)
- «Передай далі...» (1988)
- «Народжені вище» (1994) тощо.

Автор музики до мультфільмів:
- «Найповажніший» (1972)
- «Будь моїм слоном» (1976)
- «Два ведмедики» (1976)
- «Попелюшка» (1979)
- «Мороз Іванович» (1981)
- «Солодке джерело» (1982)
- «Горе — не біда» (1983)
- «Синьоока» (1984)
- «Посмішка Леонардо да Вінчі» (1986)
- «Жили-були дід та баба» (1988)